# Pieter Philip van Bosse

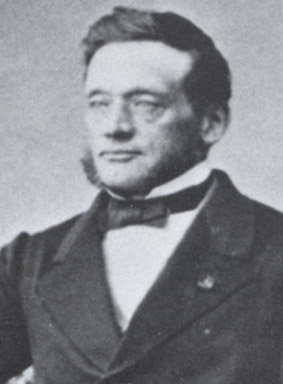
Pieter Philip van Bosse

Pieter Philip van Bosse (* 16. Dezember 1809 in Amsterdam; † 21. Februar 1879 in Den Haag) war ein liberaler niederländischer Staatsmann. Zwischen 1848 und 1871 war er in sechs Kabinetten Finanzminister und 1868 bis 1871 Vorsitzender des Ministerrats.
Nach der gymnasialen Ausbildung am Atheneum Illustre in Amsterdam studierte van Bosse Rechtswissenschaften an der Universität Leiden und promovierte dort 1834. Anschließend war er Rechtsanwalt in Amsterdam, ehe er 1845 ins Finanzministerium wechselte und 1848 zum ersten Mal Finanzminister wurde (bis 1853). Dieses Amt hatte er auch 1858 bis 1860, 1866 und 1868 bis 1871 inne und war 1868 bis 1871 Vorsitzender des Ministerrats. Zeitweise hatte er zusätzlich das Ministerium für Kirchenfragen inne. 1871 übernahm er das Kolonialministerium, 1872 das Innenministerium und wurde 1877 bis 1879 noch einmal Kolonialminister.
1872 wurde ihm der Ehrentitel eines Staatsministers verliehen.
| Vorgänger                      | Amt                                                     | Nachfolger             |
| ------------------------------ | ------------------------------------------------------- | ---------------------- |
| Julius van Zuylen van Nijevelt | Vorsitzender des Ministerrats der Niederlande 1868-1871 | Johan Rudolf Thorbecke |

| Personendaten    | Personendaten                                                          |
| ---------------- | ---------------------------------------------------------------------- |
| NAME             | Bosse, Pieter Philip van                                               |
| ALTERNATIVNAMEN  | Bosse, Peter Philip van                                                |
| KURZBESCHREIBUNG | niederländischer Staatsmann, Vorsitzender des Ministerrats (1868–1871) |
| GEBURTSDATUM     | 16. Dezember 1809                                                      |
| GEBURTSORT       | Amsterdam                                                              |
| STERBEDATUM      | 21. Februar 1879                                                       |
| STERBEORT        | Den Haag                                                               |